# Blaze Union
Blaze Union (ブレイズ・ユニオン?   subtítulado Story to Reach the Future) es un juego de rol táctico para el PlayStation Portable, desarrollado por Sting Entertainment y publicado por Atlus, con su escenario escrito por R-Force Entertainment. Es actualmente sólo disponible en japonés. El 2023, también se hizo para otras plataformas (y sin bloqueo regional en caso de iOS y Android).
Blaze Unión sirve como la precuela de Yggdra Union, y comparte los mismos sistemas con unos cuantos cambios menores a jugabilidad. El cambio más notable es la adición de un sistema de selección de la misión durante dos puntos del juego, el cual dirige una rama de historias separadas mucho como una novela visual.

## Cambios
- Utiliza el mismo motor Yggdra Card System, pero con cambios gráficos.
- El cabecilla ahora se muestra su barra de vida, que se reduce con los daños.
- Se añade el modo de selección de misiones. Debe elegir algunas y completarlas antes de seguir con el siguiente capítulo.
- Los daños totales ahora se muestran.
- Debido a que algunos personajes no le gusta un cierto tipo de alimento, los objetos de alimento son más selectivos.
- Los objetos de equipo ahora son más restrictivos (como el grosor del dedo para los anillos).
- Se añade una nueva clase: Guerrera de hacha (mostrado en pantalla como AxBattler).
- Se puede pausar batallas con la tecla △ mientras que el uso de cartas es con la tecla □, sin importar si es Act Skill o Break Skill. En Yggdra Union, era START para pausar la batalla, A y B en GBA o ○ y Ｘ en PSP para usar cartas Act Skill y Break Skill, respectivamente.
- Nuevas voces para personajes. No incluye a Emilia, Pamela ni Yggdra.
- Se añadieron voces al conjurar cartas y decir otras líneas en batalla, por petición de aficionados.
- Nessiah ahora usa elemento oscuridad. En Yggdra Union de GBA, su elemento era Luz y de PSP era físico y su elemento cambia cada vez que usa su carta "Reincarnation".
- Los MVP fueron cambiados. Si un personaje termina la misión sin reintentos (software reset no cuenta), se añade 300 Morale MAX y aumenta una estrella pequeña a uno de los parámetros en caso de misiones rápidas.
- Se añadieron más imágenes estáticas en ciertos escenarios.
- Al terminar batalla, si un personaje tiene EXP al MAX, primero aparece el nuevo nivel y después el aumento de parámetros junto con el aumento de MORALE (exc. en HARD).
- Si ocurre un Software Reset a mitad de partida, ahora se puede cancelar y continuar desde la partida en curso. Las opciones reiniciar mapa y salir al menú siguen presentes.
- Gulcasa debe sobrevivir en esta entrega, por lo que las condiciones de derrota cambió un poco.
- Se rediseñarón los contenidos extra al terminar el juego.

### Cartas
Desaparece Angelic Thunder en esta entrega, pero se agrega 3 nuevas cartas. Este es el listado actual:
| Nombre                                | ACE                              | Portadores                      | Habilidades y restricciones                                                                          |
| ------------------------------------- | -------------------------------- | ------------------------------- | --- |
| DOLL CRAFT (メイクドール)             | Vara                             | Brujas                          | Invoca Golems                                                                                        |
| NECRO GATE (ネクロゲート)             | Vara Libro (Nessiah)             | Necrofagos y Nessiah            | Solo noche, invoca Esqueletos                                                                        |
| MEDUSA EYE (メデューサアイ)           | Arco                             | Cazadores                       | Petrifica enemigos                                                                                   |
| POISON BREATH (ポイズンブレス)        | Físico                           | Esqueletos                      | Envenena enemigos                                                                                    |
| GRAVITY CHAOS (グラヴィティカオス)    | Hacha                            | Todos                           | Daño oscuridad y causa COURSE                                                                        |
| ITEM BREAK (アイテムブレイク)         | Espada                           | Espadachines                    | Rompe objetos                                                                                        |
| STEAL (スティール)                    | Arco                             | Siskier                         | Roba objetos                                                                                         |
| BLOODY CLAW (ブラッディクロー)        | Arco                             | Asesinas (Exc. Siskier)         | Solo noche, elimina al cabecilla enemigo                                                             |
| CHARIOT (チャリオット)                | Lanza                            | Jinetes                         | Iguala el Nº de unidades                                                                             |
| SHIELD BARRIER (シールドバルア)       | ALL                              | Todos                           | Anula ataques incluso si es sobreescrito por cartas Break Skill (Exc. cartas de victoria automática) |
| FLAME (フレイム)                      | Vara                             | Todos                           | Daño fuego e incendia enemigos                                                                       |
| BLIZZARD (ブリザード)                 | Lanza                            | Todos                           | Daño hielo (Ondinas cambia la habilidad a DIAMOND DUST, congelando el mapa al terminar la batalla)   |
| THUNDERBOLT (サンダーボルト)          | Arco                             | Todos                           | Daño trueno y paraliza enemigos                                                                      |
| BANISH (バニッシュ)                   | Espada                           | Todos                           | Daño luz                                                                                             |
| DRAGON KILLER (ドラゴンキラー)        | Hacha                            | Medoute                         | reduce la potencia a dragones montados enemigos                                                      |
| EARTHQUAKE (アースクウェイク)         | Físico                           | Golems                          | Destruye edificios a 2 cuadras al terminar batalla                                                   |
| MIND CHANGE (マインドチェンジ)        | ALL                              | Todos                           | Si el enemigo es de mismo sexo y tamaño, roba unidades (exc. cabecilla)                              |
| REVOLUTION (レヴォリューション)       | Espada                           | Valquirias e Yggdra             | Solo cabecilla, iguala Nº de unidades, Salud reduce a 1/2 al cabecilla enemigo                       |
| CRUSADE (ジハード)                    | ALL                              | Ordene                          | Solo cabecilla, victoria automática                                                                  |
| SANCTUARY (サンクチュアリ)            | ALL                              | Todos                           | Solo día, revive acompañantes                                                                        |
| REFRESHMENT (リフレッシュメント)      | ALL                              | Chicas                          | Solo día, Revierte estados y recupera Morale al grupo                                                |
| FORTUNE (フォーチュン)                | ALL                              | Todos                           | Aumenta el parámetro LUK                                                                             |
| KISS OF DEATH (キスオブデス)          | ALL                              | Todos                           | Solo noche, AT es alterado pero... / dura 7.77 s.                                                    |
| MIRAGE (ミラージュ)                   | ALL                              | Todos                           | Cambia la zona GEO (cambiado a Break Skill, en Yggdra Union era Act Skill)                           |
| BANSHEE'S CRY (バンシーズクライ)      | Espada                           | Todos                           | AT enemigo cae a una estrella grande                                                                 |
| IVY WHIP (アイヴィウィップ)           | ALL                              | Todos                           | Si el enemigo está en bosque, causa daño                                                             |
| MANTRAP (マントラップ)                | ALL                              | Todos                           | Si el enemigo está en pantano, causa daño                                                            |
| SANDSTORM (サンドストーム)            | ALL                              | Todos                           | Si el enemigo está en arena, causa daño                                                              |
| ROCKFALL (ロックフォール)             | ALL                              | Todos                           | Si el enemigo está en montaña, causa daño y enlentece                                                |
| ACE GUARD (エースガード)              | ALL                              | Solo el Ace varón puede activar | Evita daños de primer ataque y de reacciones                                                         |
| GENOCIDE (ジェノサイド)               | Guadaña (gulcasa) Hacha (Emilia) | Gulcasa y Emilia                | AT x (Nº de unidades sacrificadas + portador) / rompe las barras agresividad e ira                   |
| REINCARNATION (リィンカーネーション)  | Libro                            | Nessiah                         | Permite el cambio de acompañantes                                                                    |
| OBLIVIOUS DAWN (オブリヴィアスドーン) | Guadaña                          | Baretreenu                      | drena la barra de ira                                                                                |
| COMA KARMA (コーマカルマ)             | Vara                             | Pamela y guardias de Asgard     | duerme enemigos                                                                                      |
| JUDGEMENT ZERO (ジャッジメントゼロ)   | Vara                             | Alanjame                        | Daño hielo (Solo cabecilla, Victoria automática)                                                     |
| RAUGER (ラウーガー)                   | Espada                           | Byff                            | Aumenta GEN y AT a varones                                                                           |
| INSANITY (インサニティ)               | Espada                           | Thortie                         | Causa daño y cambios de estado aleatorios                                                            |
| VISE (ヴァイス)                       | ALL                              | Todos                           | Aumenta LUK al MAX                                                                                   |

Notas
- El texto de las cartas aparecen en inglés y entre paréntesis en japonés.
- Ciertas cartas tienen Nº de movidas cambiadas.

## Historia
1487 MD, año de la era oscura para Bonquia. Thortie, el primer emperador, fue un gobernante incompetente que subió gravemente los impuestos. La mayoría de los nobles fueron corruptos y los bandidos plagaron el imperio, eliminando a inocentes.
En Tiera, Gulcasa (conocido como Garlot) repelió el primer ataque; Siskier y Jenon ayudaron a Garlot en contrarrestar los ataques enemigos.
Con la aparición de Velleman y Medoute, y tras repeler el asalto, decidieron formar un nuevo grupo de resistencia, Gram Blaze. A partir de este punto, se empieza a restablecer la orden.
Depende del jugador, se ramifica la historia en tres rutas paralelas, con 4 posibles finales. Temas importantes incluyen racismo, camaradería, venganza, estrés emocional-mental y traumas.

## Personajes
Debido a que es extenso, solo se nombran los personajes protagonistas, ahora divididos en fantasinios y bronquianos, además de algunos enemigos.
| Nombre                                                                               | Arma        | Sexo        | Clase             | Comentarios |
| Fantasinios                                                                          | Fantasinios | Fantasinios | Fantasinios       | Fantasinios |
| ------------------------------------------------------------------------------------ | ----------- | ----------- | ----------------- | --- |
| Yggdra Yuril Artwaltz (ユグドラ＝ユリル＝アルトワルツ Yugudora Yuriru Arutowarutsu?) | NPC         | Mujer       | N/A               | Escapa de Bronquia debido a que Paltina fue capturada por Gulcasa. Es portadora de la espada larga, Gran Centurio. |
| Ordene (オルディーン Orudiin?)                                                       | Vara        | Hombre      | Necrofago         | El monarca Nº 31 de Fantasinia. Primer portador de Gran Centurio |
| Bronquianos                                                                          |             |             |                   | |
| Gulcasa (ガルカーサ Garukaasa?)                                                      | Lanza       | Hombre      | Jinete rabioso    | Originalmente es llamado Garlot. |
| Gulcasa (ガルカーサ Garukaasa?)                                                      | Guadaña     | Hombre      | Caballero Brongaa | Debido a la pérdida de Syskier, empezó a arder en llamas. |
| Siskier (シスキア Shiskia?)                                                          | Arco        | Mujer       | Asaltante         | La amiga de Garlot. Muere en la ruta A, pero desaparece al terminar las rutas B y C. No puede usar Bloddy Claw, pero usa la carta Steal en su lugar. |
| Emilia (エミリオ Emirio?)                                                            | Hacha       | Mujer       | Grifo montado     | Hermana de Gulcasa, de padre, que también fue sellada debido a que su sangre es de Brongaa. Originalmente es llamada Eimy. En la ruta B, se descontrola, usando la carta Genocide.                                                                           |
| Jenon (ジェノン?)                                                                    | Espada      | Hombre      | Espadachin        | Amigo de infancia de Garlot y Siskier. Fue reclutado por el ejército imperial. Desaparece al terminar el juego. |
| Medoute (メデューテ Medyuute?)                                                       | Hacha       | Mujer       | Guerrera de hacha | Una de los generales de Garlot. Desaparece al terminar el juego. |
| Aegina Eine Artwaltz (アイギナ＝アイネ＝アルトワルツ Aigina Aine Arutowarutsu?)      | Espada      | Mujer       | Valquiria         | Una de las valquirias al mando de Gulcasa y primera hermana de Yggdra. |
| Luciana Rune Artwaltz (ルシエナ＝ルーン＝アルトワルツ Rushiena Ruun Arutowarutsu?)   | Espada      | Mujer       | Valquiria         | Otra de las valquirias de Gulcasa y segunda hermana de Yggdra. Estaba lesionada al principio del juego. |
| Leon (レオン Reon?)                                                                  | Lanza       | Hombre      | Jinete            | Hermano de Elena. |
| Nessiah (ネシア Neshia?)                                                             | Libro       | Hombre      | El sabio          | Estratega y amigo de Gulcasa. Es un ángel caído durante el Ragnarok, que fue exiliado de Asgard. |
| Eudy (ユーディ Yuudi?)                                                               | Vara        | Mujer       | Bruja             | Es una bruja experta. |
| Pamela (パメラ Pamera?)                                                              | Vara        | Mujer       | Bruja mística     | Con la apariencia de niña, es bastante poderosa. Ella estudia sobre ondinas. También es desbloqueable en esta entrega, pero req. un archivo de datos de la misma región de Yggdra Union. No puede usar Doll Craft, pero usa la carta Coma Karma en su lugar. |
| Elena (エレナ Erena?)                                                                | Arco        | Mujer       | Asesina           | La hermana de Leon. |
| Sleip (スレイプ Sureipu?)                                                            | Lanza       | Mujer       | Ondina            | Siempre anda ebria. Desaparece al terminar el juego. |
| Byff (バイフー Baifuu?)                                                              | Espada      | Hombre      | Hombre tigre      | Personaje secreto que se desbloquea en cierta parte del terreno. Desaparece al terminar el juego. |
| Enemigos                                                                             |             |             |                   | |
| Baldus (バルドゥス Barudusu?)                                                        | Lanza       | Hombre      | Jinete Garrison   | Otro de los jinetes de Gulcasa. Se enfrenta varias veces contra Garlot. |
| Russell (ラッセル Rasseru?)                                                          | Espada      | Hombre      | Espadachin        | Fue reclutado por el ejército imperial. |
| Inzaghi (インザーギ Inzaagi?)                                                        | Espada      | Hombre      | Espadachin        | Siempre interrumpe a sus enemigos, llamando a Celica y Pandora para interceptarlos. |
| Zilva (ジルヴァ Jiruva?)                                                             | Arco        | Mujer       | Asesina           | Zilva enseñó todas las técnicas de ataque a Elena. |
| Mizer (ミゼル Mizeru?)                                                               | Arco        | Hombre      | Cazador           | Siempre se esconde en los bosques. Es atrapado por Garlot. |

### Personajes genéricos
| Clase                            | Arma                         | Sexo  | Movida                                                                 | Comentarios                                 |
| -------------------------------- | ---------------------------- | ----- | ---------------------------------------------------------------------- | ------------------------------------------- |
| Espadachín (Fencer)              | Espada                       | Varón | Pié                                                                    | Daño trueno en AGRESSIVE                    |
| Valquiria (Valkyrie)             | Espada                       | Mujer | Pié                                                                    | Daño luz en AGRESSIVE                       |
| Bandido (Bandit)                 | Hacha                        | Varón | Pié                                                                    | Bandidos enemigos pueden destruir edificios |
| Guerrera de hacha (AxBattler)    | Hacha                        | Mujer | Pié                                                                    | Nueva en esta entrega; Débil contra hielo   |
| Grifo montado (Griffon Rider)    | Hacha                        | Mujer | Vuelo (no es afectado por terrenos paralizantes, como arena o pantano) | Blanco fácil para los arqueros              |
| Jinete (Knight)                  | Lanza                        | Varón | Caballo                                                                | Transpasa enemigos, débil en bosques        |
| Ondina (Undine)                  | Lanza                        | Mujer | Agua (también puede moverse en tierra firme)                           | Daño hielo en AGRESSIVE                     |
| Cazador (Hunter)                 | Arco (No puede contraatacar) | Varón | Pié                                                                    | Daño trueno en AGRESSIVE                    |
| Asesina (Assassin)               | Arco (No puede contraatacar) | Mujer | Pié                                                                    | Daño oscuridad en AGRESSIVE                 |
| Necrofago (Necromacer)           | Vara                         | Varón | Pié (Warp de noche)                                                    | Daño oscuridad en AGRESSIVE                 |
| Bruja (Witch)                    | Vara                         | Mujer | Pié                                                                    | Daño fuego en AGRESSIVE                     |
| Golem                            | Físico                       | N/A   | Lento                                                                  | Destruye edificios                          |
| Esqueleto (Skeleton)             | Físico                       | N/A   | Pié                                                                    | Duerme de día                               |
| Dragón montado (Imperial Knight) | Guadaña                      | Varón | Dragón                                                                 | Transpasa enemigos, daño fuego en AGRESSIVE |

Nota
AGRESSIVE se entiende por modo AGRESSIVE en la barra de agresión y RAGE en la barra de ira.

## Desarrollo
Debido a los detalles no explicados en Yggdra Union, Ito publicó un FAQ en el libro Dept. Heaven Episodes World Guidance, en donde se explica detalladamente que este juego es precuela de Yggdra Union y que pasó con Aegina y Luciana.
El desarrollo de Blaze Union comparte los desarrolladores de Product Team A, pero aparecen director, escritor y artista diferentes. Acordándose con las entrevistas, R-Force Entertainment decidió escribir un nuevo escenario debido a la producción de novelas ligeras populares, y Kousaki fue elegido para el arte que sería distinto a Yggdra Union, donde uno de los principales puntos de venta era la brecha de Kiyuduki entre característico estilo "lindo" y la seriedad de la historia. El script del juego fue editado para hacer la historia más oscura, y el desarrollo fue de 3 años, por lo que en un año y medio, Yggdra Unison para Nintendo DS estaba a pasos finales de desarrollo.
Esta entrega no tuvo una traducción oficial.